# San Juan Comalapa
San Juan Comalapa, o semplicemente Comalapa, è un comune del Guatemala facente parte del Dipartimento di Chimaltenango.
L'abitato ebbe il nome "Comalapa" dagli indigeni nahua che accompagnavano i conquistadores spagnoli; successivamente la località venne raggiunta da missionari cattolici che la posero sotto la protezione di San Giovanni Battista, cambiandone la denominazione in quella attuale.